# Contrat de bail
Pour les articles homonymes, voir Bail et Baux.
Pour des articles plus généraux, voir Contrat (droit) et Location.
Un contrat de bail ou un contrat de location est le contrat par lequel l'une des parties (appelée bailleur) s'engage, moyennant un prix (le loyer) que l'autre partie (appelée preneur) s'oblige à payer, à procurer à celle-ci, pendant un certain temps, la jouissance d'une chose mobilière ou immobilière. 
Pluriel de bail : des baux.
La qualification juridique du bail comme étant un contrat est propre au système de droit civil romain et n'est pas entièrement partagée par la common law ; on peut consulter à ce sujet la section « Les baux dans le droit des biens immobiliers de la common law ».

## Description
Le contrat de location (c'est-à-dire la signature d'un bail) n'est donc pas restreint au seul domaine immobilier. Le bail peut porter sur des « biens meubles ou immeubles » comme l'indique, en droit français, l'article 1713 du Code civil français.
En Belgique, un bail constaté par écrit est soumis aux droits d'enregistrement. En France, ne sont soumis aux formalités d'enregistrement au service de la Publicité foncière que les baux de plus de 12 ans.
Dans certains pays, les baux peuvent être oraux ou écrits. En Belgique ou en Finlande par exemple le bail oral a la même valeur que le bail écrit (cependant, depuis le 1er juillet 2007, un écrit est devenu obligatoire pour certains types de baux en Belgique). En France, la loi 89-462 du 6 juillet 1989 impose que les baux d'habitation ou à usage professionnel soient écrits, mais pour les baux commerciaux de moins de 12 ans, le décret du 30 septembre 1953 n'impose rien, ils peuvent donc être écrits ou oraux. Au Québec le bail doit être écrit.

## Contrat de bail par pays

### France

#### Logements
Un marchand de sommeil est un bailleur qui fournit un hébergement à titre onéreux et dans des conditions indécentes.

#### Parkings
À l'instar du bail de logement, le bail de parking nécessite d'en préciser les éléments constitutifs : l'adresse, le montant du loyer, une assurance, le montant du dépôt de garantie, la durée du contrat ainsi que celle du préavis, et enfin un descriptif des lieux. Dans ce cas précis, on retiendra le nombre de places, la remise ou non d'un badge pour entrer dans le parking ainsi que leur montant.
Il est intéressant de souligner qu'avec toutes ces avancées technologiques, on assiste à une dématérialisation du bail « papier ». En effet, le contrat de bail est de plus en plus disponible en ligne directement par ordinateur ou smartphone.
La réglementation prévoit une limite du nombre de personnes « extérieures » au-delà de laquelle le parc tout entier doit être mis aux normes ERP[Quoi ?]. Les locataires des locations de plus de deux jours ne sont pas reconnues comme étant extérieures. Les nouvelles pratiques de locations de court terme, notamment via des systèmes d'applications mobiles et boîtiers connectés, doivent donc être mises en œuvre de manière précautionneuse pour ne pas dépasser les dix locations dans un seul immeuble simultanément.

### Luxembourg
Le droit du bail commercial est régi par la loi du 3 février 2018 portant sur le bail commercial et modifiant certaines dispositions du Code civil.

### Québec
En droit québécois, le contrat de bail est appelé le louage. Il est un contrat nommé qui est défini à l'article 1851 du Code civil du Québec.
À ne pas confondre avec le crédit-bail, qui survient lorsqu'une personne « met un meuble à la disposition d’une autre personne ».

## Généralités

### Clauses principales
Les clauses principales portent sur :
- la désignation des parties ;
- la désignation et description du bien (notamment de l'état dans lequel il est mis en location) ;
- le montant du loyer ou son mode de fixation et d'ajustement ;
- l'utilisation du bien ;
- les travaux à la charge du bailleur ou du preneur ;
- le montant du dépôt de garantie ;
- la durée du bail.

## Baux dans le droit des biens immobiliers encommon law
Dans les territoires de common law, ce dernier terme ne fait pas de distinguo pas entre la location d'un logement et la fourniture temporaire d'un bien par un propriétaire, de sorte que les baux sont abordés sous l'angle du droit des biens immobiliers (plutôt que le droit des contrats) comme un transfert temporaire d'un intérêt propriétal sur un bien, ce qui donne traditionnellement bien peu de droits aux locataires. Cependant, à l'époque actuelle, le bail résidentiel de common law est de plus en plus contractualisé, tout en demeurant théoriquement dans le cadre du droit des biens, car les tribunaux ont voulu reconnaître des droits de base aux locataires.